# Irmscher Automobilbau
Die Irmscher Automobilbau GmbH & Co. KG ist ein deutscher Fahrzeugtuner und Automobilhersteller mit Sitz in Remshalden. Die Firma wurde 1968 von dem Rallyefahrer Günther Irmscher (1937–1996) gegründet.

## Tuning
Irmscher ist seit 1968 auf die Individualisierung und Tuning von Fahrzeugen spezialisiert. Dies umfasst sowohl Anbauteile wie Spoiler, Seitenschweller und dergleichen mehr als auch Felgen sowie die Innenraumgestaltung aus hochwertigen Materialien (Holz, Aluminium usw.), wie z. B. Lenkräder, Konsolenverkleidungen, Schaltknaufe bis hin zu Details wie den Türpins oder die Pedalerie. Ebenso bietet Irmscher Leistungssteigerungen und Abgassysteme an.
Seit 2004 bietet Irmscher auch Umbaulösungen und Zubehörteile für Peugeot-Modelle sowie für Kia-Modelle an. Irmscher arbeitet auch im Lkw-Bereich und bietet hier komplette Umbauten für Lkws; der Bereich Irmscher Van Systems beschäftigt sich ausschließlich mit dem Um- und Ausbau von Lkw-Lösungen.
Irmscher feiert im Jubiläumsjahr 2018 das Produktionsjubiläum des 500.000sten durch Irmscher umgebauten Fahrzeugs. Es handelt sich um ein auf 68 Stück limitiertes Sondermodell, den Irmscher Vivaro Liner 68.
Neben dem Sonderserien- und Tuning-Geschäft engagiert sich Irmscher im Automobilsport an Rallye-Veranstaltungen und Tourenwagen-Meisterschaften.
Das sportliche Engagement des Unternehmens Irmscher geht auf das Jahr 1965 zurück. In diesem Jahr gewann Unternehmensgründer Günther Irmscher sen. auf einem NSU Prinz TT die damalige Deutsche Tourenwagen-Meisterschaft. Nur zwei Jahre später siegte der Unternehmensgründer auf dem gleichen Fahrzeugmodell auch bei der Rallye Tour d’Europe.
In dieser Zeit begründete das Unternehmen seinen Ruf mit Renn- und Rallyeversionen von Opel-Serienfahrzeugen und schuf die noch heute bestehende Partnerschaft zum Automobilkonzern Opel. Auch Modelle anderer Marken aus dem GM-Konzern, wie etwa Isuzu, erhielten Sportversionen von Irmscher (etwa der Isuzu Gemini oder der Isuzu Aska).
Piloten wie der zweifache Rallyeweltmeister Walter Röhrl oder Jochi Kleint, Achim Warmbold und Sepp Haider konnten sich in Rallyefahrzeugen von Irmscher in die Siegerlisten von zahlreichen nationalen und internationalen Rallyes eintragen.

## Fahrzeugbau
Irmscher stellt seit 1993 einen Eigenbau in Anlehnung des Lotus Seven her und vermarktet ihn unter eigenem Markennamen. Anfangs trug das Fahrzeug den Modellnamen Seventy Seven. Seit 2010 heißt er Irmscher Roadster. Für den Antrieb sorgt ein Vierzylindermotor von Opel mit wahlweise 115 PS oder 150 PS. Ebenso wird ein Opel-Turbo-Motor mit 240 bis zu 284 PS verbaut.

## Prototyp
Im Jahr 1989 stellte Irmscher einen Irmscher GT vor, der mit einem 3,6-l-Motor ausgestattet wurde und als 2+2-Sitzer als Sportcoupé vermarktet werden sollte.
Im Jahr 2002 präsentierte das Unternehmen das Modell Inspiro auf dem Genfer Auto-Salon. Der Roadster mit V6-Motor vom Opel Omega blieb ein Einzelstück.
Im Jahr 2008 stellte Irmscher einen Irmscher GT mit V8-Motor vor.
Im Jahr 2011 wurde eine rein elektrisch betriebene Variante des Irmscher Roadsters mit dem Namen Irmscher Selektra auf dem Genfer Salon vorgestellt.

## Bildergalerie

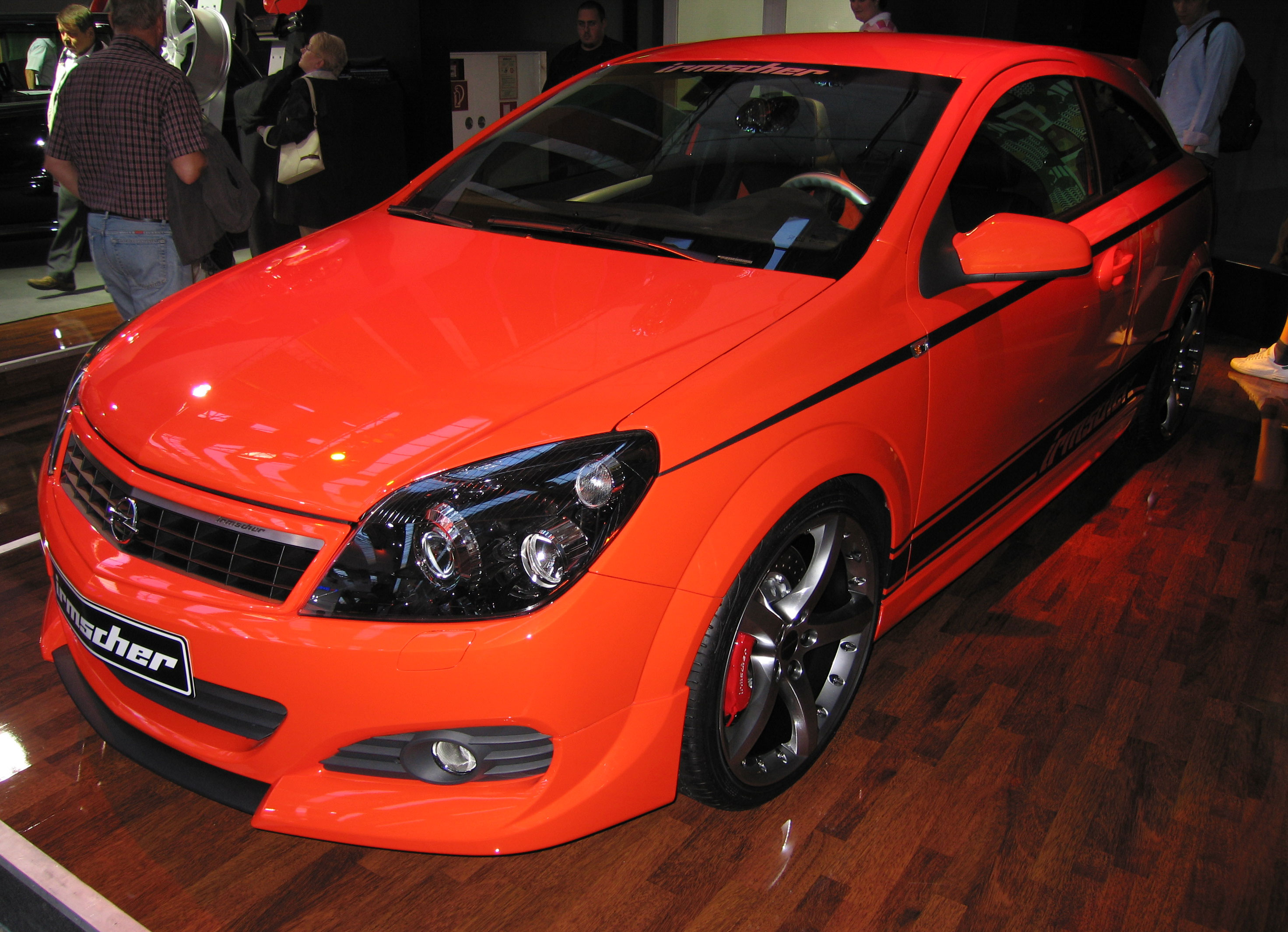
Irmscher Astra H
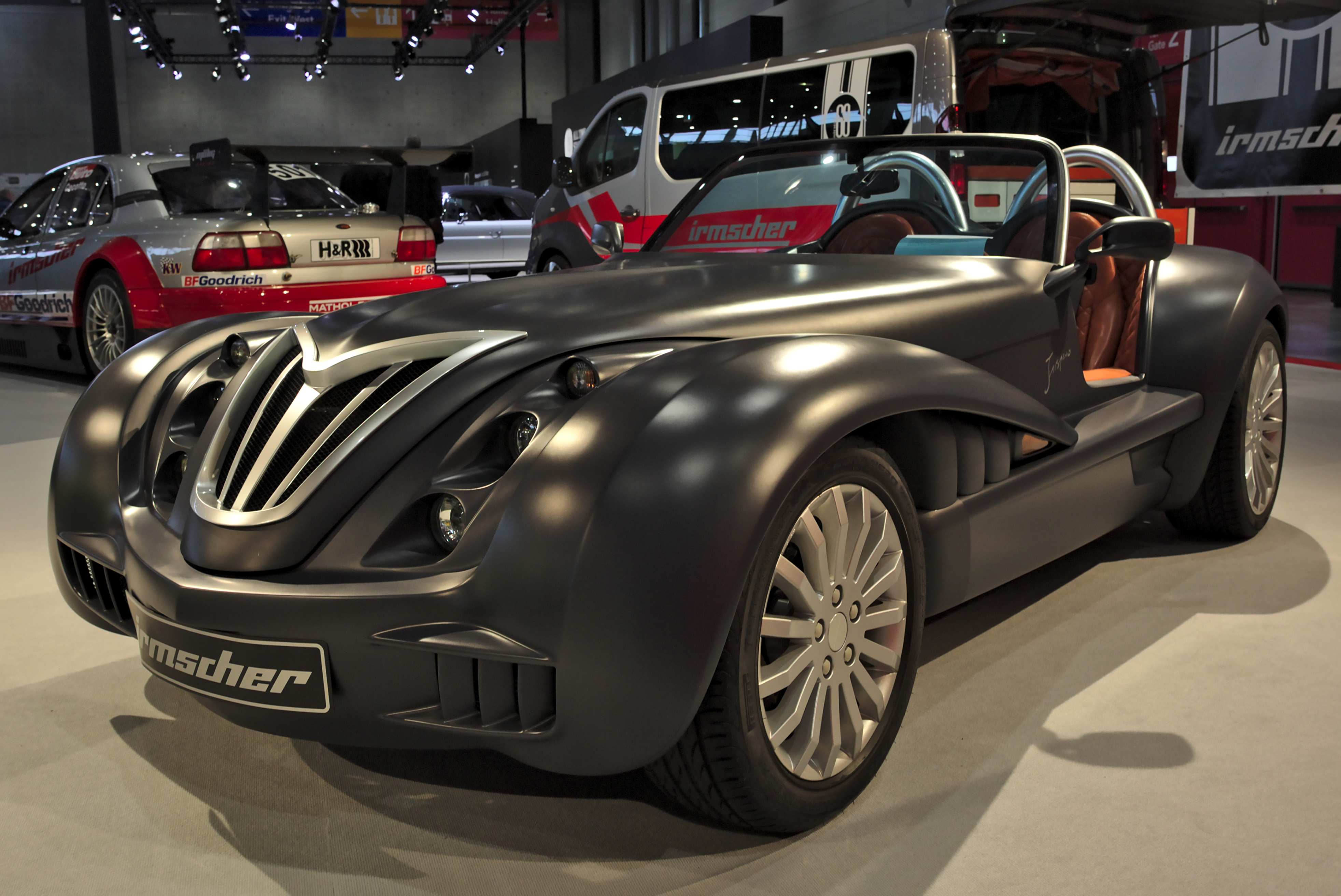
Irmscher Inspiro
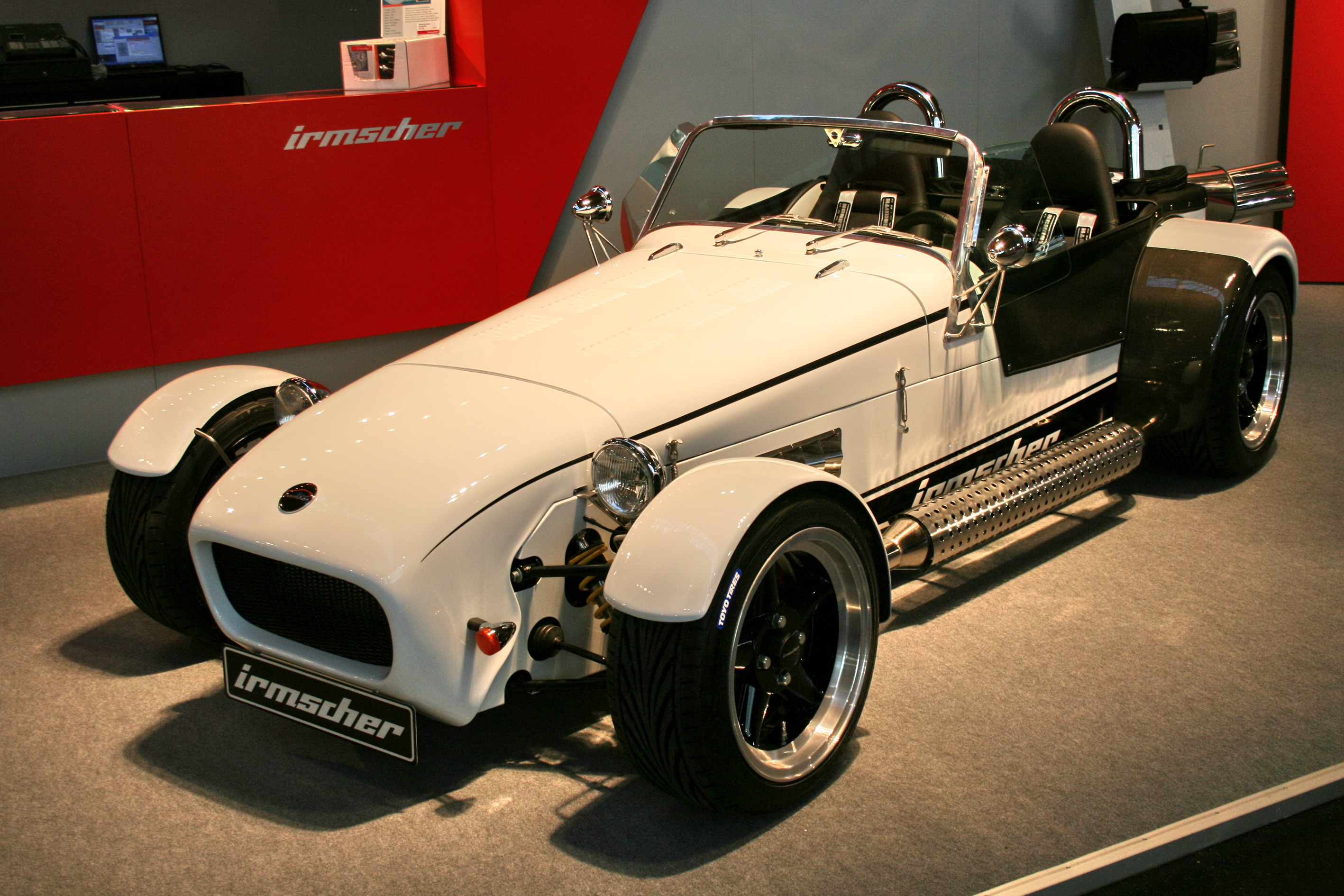
Irmscher 7
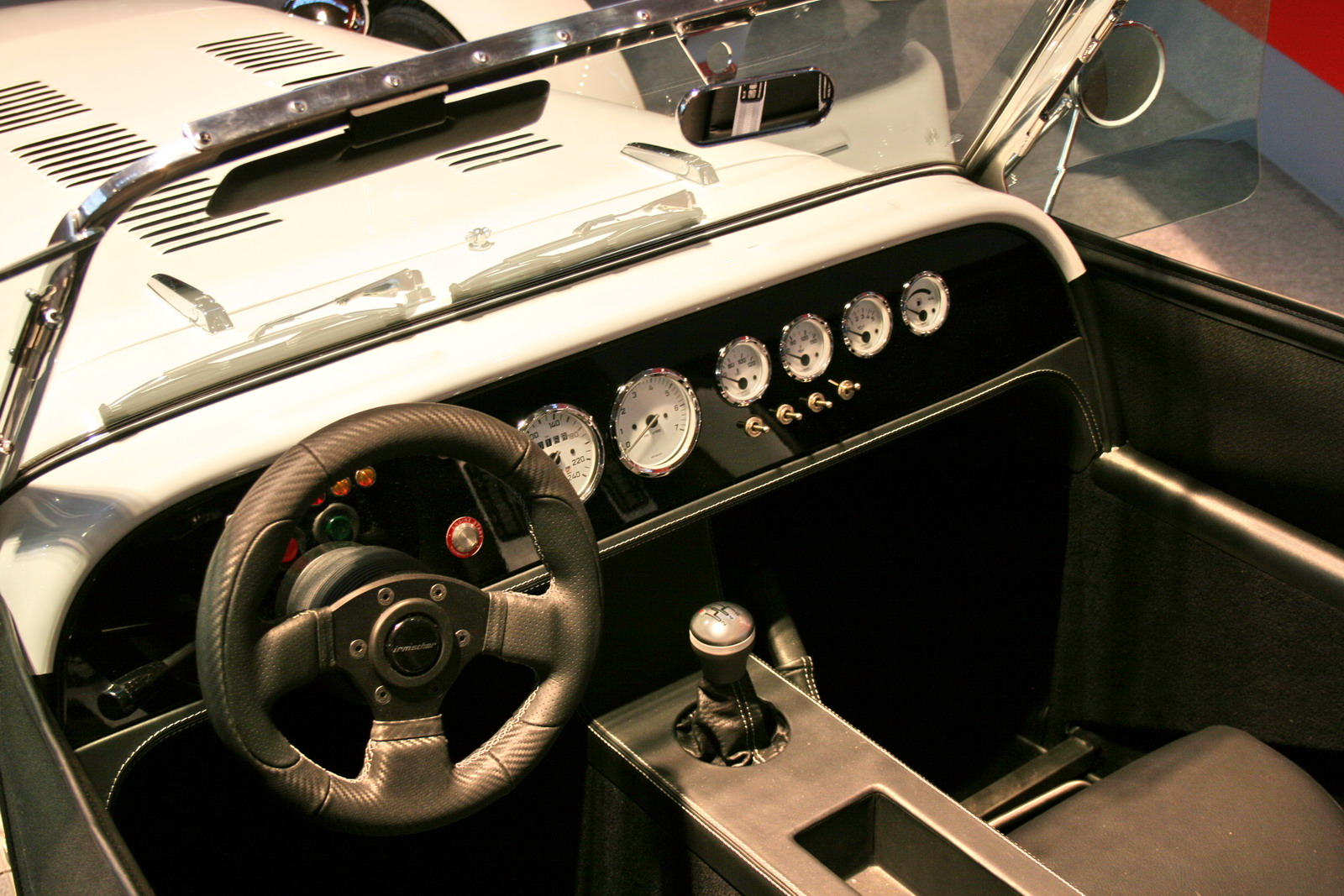
Cockpit des Irmscher 7
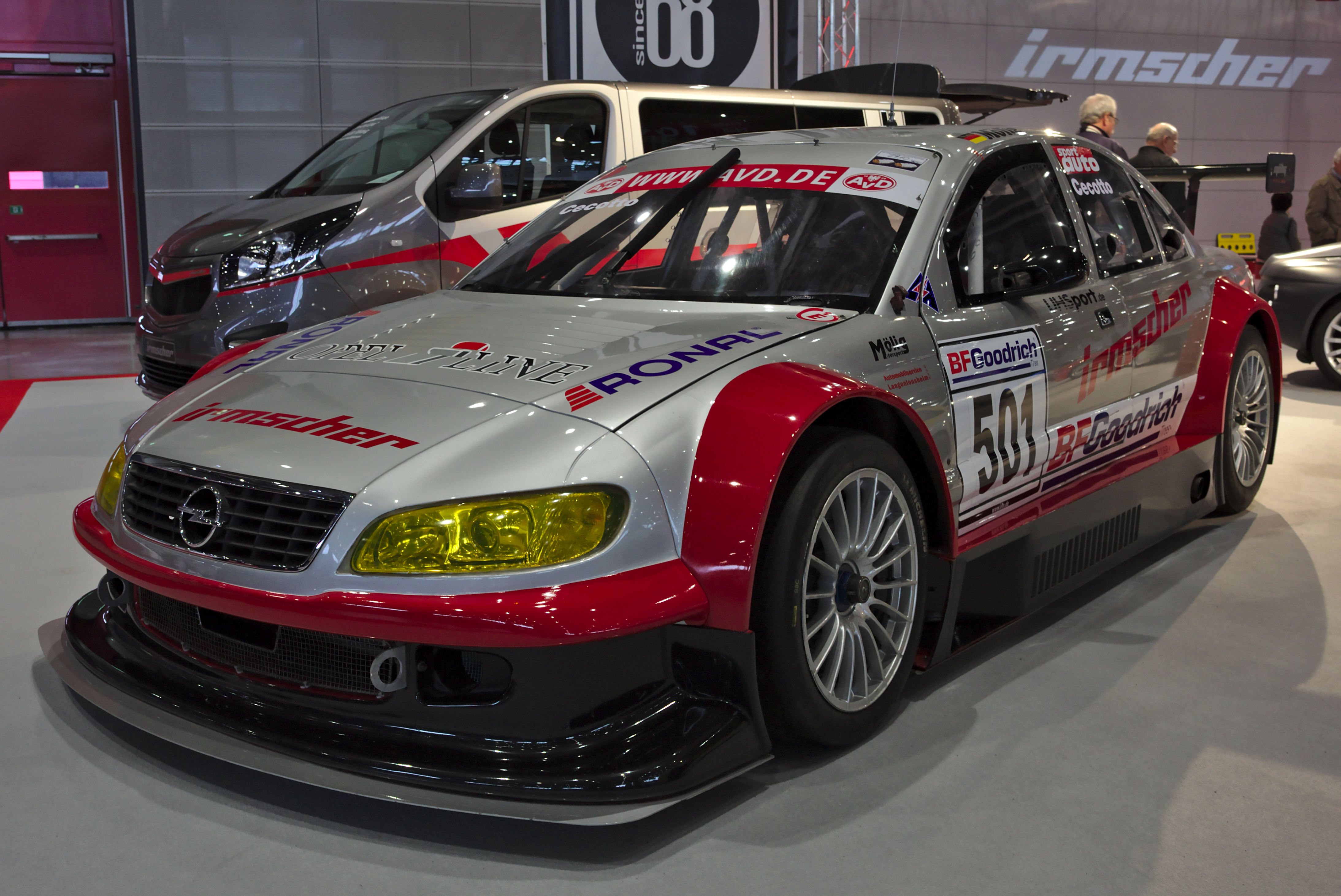
Irmscher Omega V8 Star
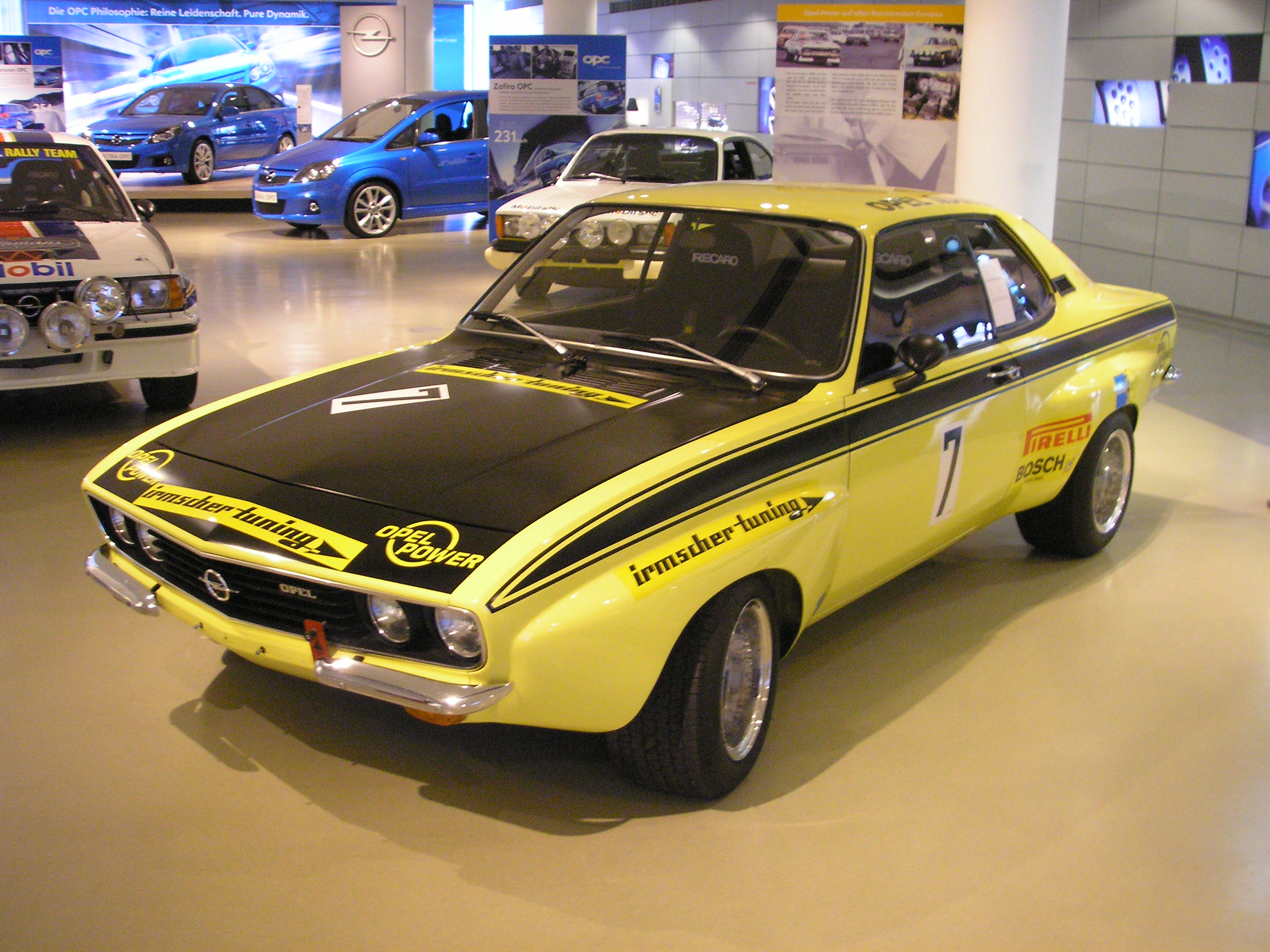
Irmscher Manta A

## Fahrer in der DTM
| Jahr | Fahrzeug                    | Fahrer                                                               |
| ---- | --------------------------- | -------------------------------------------------------------------- |
| 1989 | Opel Kadett GSi 16V         | Markus Oestreich, Peter Oberndorfer, Klaus-Peter Thaler, Sepp Haider |
| 1990 | Opel Omega 3000 24V         | Markus Oestreich, Klaus Niedzwiedz, Volker Strycek                   |
| 1991 | Opel Omega 3000 24V Evo 500 | Volker Strycek, Franz Engstler, Frank Schmickler, Sepp Haider        |
| 1992 | Opel Omega 3000 24V Evo 500 | Volker Strycek                                                       |
| 2000 | Opel Astra V8 Coupé         | Christian Menzel                                                     |

## Irmscher Museum
Das Unternehmen betreibt auf dem Betriebsgelände das Irmscher Museum. Es stellt etwa 20 Autos aus. Hauptsächlich sind das Fahrzeuge, die Irmscher hergestellt oder getunt hat.